# BluVolley Verona 2012-2013
Questa voce raccoglie le informazioni riguardanti il BluVolley Verona nelle competizioni ufficiali della stagione 2012-2013.

## Stagione
La stagione 2012-13 del BluVolley Verona è la nona in Serie A1, la quinta consecutiva, sempre sponsorizzata da Marmi Lanza e guidata dal tecnico Bruno Bagnoli; nella fase di mercato sono molti i cambiamenti effettuati: oltre alla partenza di alcuni giovani, la società cede lo sloveno Mitjia Gasparini, il tedesco Marcus Popp e l'italiano Stefano Patriarca, protagonisti della precedente stagione; tra gli arrivi l'esperto schiacciatore ed opposto Mauro Gavotto, proveniente dalla Gabeca Monza, il centrale Michal Rak e qualche giovane talentuoso come Francesco De Marchi e Michele Fedrizzi, quest'ultimo in prestito dalla Trentino Volley: la squadra si completa poi con diverse conferme tra cui Marco Meoni e Thijs ter Horst.
La prima vittoria in campionato avviene nella terza giornata in casa del Gruppo Sportivo Robur Angelo Costa di Ravenna, per 3-1, mentre la prima vittoria in casa è datata alla quinta giornata, sempre per 3-1, contro la New Mater Volley di Castellana Grotte: inizia poi una lunga serie di sconfitte, tanto che, al termine del girone di andata, la squadra è penultima in classifica, risultato che non consente la qualificazione alla Coppa Italia. Il girone di ritorno non è diverso da quello di andata ed infatti su undici gare si registrano undici sconfitte, di cui sei 3-0 consecutivi: al termine della regular season il Blu Volley è ultimo in classifica, superato anche dalla formazione ravennate e tale risultato non consente di qualificarsi alla fase play-off scudetto; visto il blocco delle retrocessioni, deciso prece demente dalla Lega Pallavolo, è evitata la discesa in Serie A2.

## Organigramma societario
Area direttiva
- Presidente: Nereo Destri
- Presidente onorario: Vito Giacino
- Vicepresidente: Stefano Magrini
- Direttore generale: Stefano Filippi
- Consulente legale: Stefano Fanini

Area organizzativa
- Team manager: Gian Andrea Marchesi
- Consigliere: Luca Bazzoni, Luigi Zanella

Area tecnica
- Allenatore: Bruno Bagnoli
- Allenatore in seconda: Matteo De Decco
- Scout man: Paolo Rossi
- Responsabile settore giovanile: Stefano Bianchini

Area comunicazione
- Ufficio stampa: Francesca Paradiso (fino all'11 dicembre 2012), Giulia Sambo (dal 12 dicembre 2012)

Area marketing
- Ufficio marketing: Gian Paolo Zaffani

Area sanitaria
- Responsabile staff medico: Giorgio Pasetto
- Medico: Anselmo Pallone
- Preparatore atletico: Luca Baretto
- Fisioterapista: Matteo Rognini
- Osteopata: Gianluca Fiorio

## Rosa
| N° | Nome                | Ruolo | Data di nascita   | Nazionalità sportiva |
| -- | ------------------- | ----- | ----------------- | -------------------- |
| 1  | Aidan Zingel        | C     | 19 novembre 1990  | Australia            |
| 2  | Michal Rak          | C     | 18 agosto 1979    | Rep. Ceca            |
| 3  | Damir Kosmina       | S/O   | 13 febbraio 1984  | Italia               |
| 4  | Thijs ter Horst     | S     | 18 settembre 1991 | Paesi Bassi          |
| 5  | Svetoslav Gocev     | C     | 31 agosto 1990    | Bulgaria             |
| 6  | Marco Meoni         | P     | 25 maggio 1973    | Italia               |
| 7  | Matteo Bolla        | S     | 5 marzo 1990      | Italia               |
| 8  | Nicola Pesaresi     | L     | 11 febbraio 1991  | Italia               |
| 9  | Federico Centomo    | L     | 11 novembre 1992  | Italia               |
| 10 | Mauro Gavotto       | S/O   | 16 aprile 1979    | Italia               |
| 11 | Harrison Peacock    | P     | 31 gennaio 1991   | Australia            |
| 12 | Jaime Viafara       | C     | 18 marzo 1981     | Colombia             |
| 13 | Michele Fedrizzi    | S     | 21 maggio 1991    | Italia               |
| 18 | Francesco De Marchi | S     | 17 giugno 1986    | Italia               |

## Mercato
| Acquisti | Acquisti            | Acquisti   | Acquisti   |
| R.       | Nome                | da         | Modalità   |
| -------- | ------------------- | ---------- | ---------- |
| S        | Francesco De Marchi | Padova     | definitivo |
| S        | Michele Fedrizzi    | Trentino   | prestito   |
| S/O      | Mauro Gavotto       | Gabeca     | definitivo |
| C        | Svetoslav Gocev     | Pirin      | definitivo |
| P        | Harrison Peacock    | Linköpings | definitivo |
| L        | Nicola Pesaresi     | Segrate    | definitivo |
| C        | Michal Rak          | Callipo    | definitivo |
| C        | Jaime Viafara       | Narbonne   | definitivo |

| Cessioni | Cessioni            | Cessioni           | Cessioni      |
| R.       | Nome                | a                  | Modalità      |
| -------- | ------------------- | ------------------ | ------------- |
| P        | Luca Calderan       | Treviso            | fine prestito |
| S        | Matteo Casarin      | Genova             | definitivo    |
| S/O      | Mitja Gasparini     | Hyundai Skywalkers | definitivo    |
| S        | Robert Kromm        | Charlottenburg     | definitivo    |
| C        | Stefano Patriarca   | Top Volley Latina  | definitivo    |
| S        | Marcus Popp         | Tours              | definitivo    |
| C        | Daniele Postiglioni | Matera Bulls       | definitivo    |
| L        | Lorenzo Smerilli    | Corigliano Volley  | definitivo    |

## Risultati

### Serie A1

#### Girone di andata
| 1ª giornata - 7 ottobre 2012 PalaPanini, Modena            | Modena             | 3 - 0 | BluVolley Verona  | 25-20, 25-19, 25-19               |
| 2ª giornata - 14 ottobre 2012 PalaOlimpia, Verona          | BluVolley Verona   | 2 - 3 | Top Volley Latina | 21-25, 25-22, 26-28, 26-24, 11-15 |
| 3ª giornata - 21 ottobre 2012 PalaDeAndrè, Ravenna         | Robur Angelo Costa | 1 - 3 | BluVolley Verona  | 25-22, 18-25, 15-25, 18-25        |
| 4ª giornata - 27 ottobre 2012 PalaEvangelisti, Perugia     | Sir Safety Perugia | 3 - 1 | BluVolley Verona  | 21-25, 25-23, 25-18, 25-18        |
| 5ª giornata - 4 novembre 2012 PalaOlimpia, Verona          | BluVolley Verona   | 3 - 1 | New Mater         | 25-21, 25-14, 17-25, 25-18        |
| 6ª giornata - 11 novembre 2012 PalaKemon, San Giustino     | Altotevere         | 3 - 0 | BluVolley Verona  | 25-20, 25-15, 25-19               |
| 7ª giornata - 17 novembre 2012 PalaOlimpia, Verona         | BluVolley Verona   | 1 - 3 | Piemonte          | 18-25, 25-19, 18-25, 16-25        |
| 8ª giornata - 25 novembre 2012 PalaOlimpia, Verona         | BluVolley Verona   | 2 - 3 | Lube              | 25-23, 26-24, 24-26, 16-25, 9-15  |
| 9ª giornata - 1º dicembre 2012 PalaValentia, Vibo Valentia | Callipo            | 3 - 0 | BluVolley Verona  | 25-15, 25-19, 26-24               |
| 10ª giornata - 9 dicembre 2012 PalaOlimpia, Verona         | BluVolley Verona   | 0 - 3 | Trentino          | 16-25, 19-25, 12-25               |
| 11ª giornata - 16 dicembre 2012 PalaBanca, Piacenza        | Piacenza           | 3 - 0 | BluVolley Verona  | 25-21, 25-18, 26-24               |

#### Girone di ritorno
| 12ª giornata - 22 dicembre 2012 PalaOlimpia, Verona          | BluVolley Verona  | 1 - 3 | Modena             | 21-25, 19-25, 25-22, 25-27        |
| 13ª giornata - 6 gennaio 2013 PalaBianchini, Latina          | Top Volley Latina | 3 - 1 | BluVolley Verona   | 22-25, 25-16, 25-18, 25-22        |
| 14ª giornata - 13 gennaio 2013 PalaOlimpia, Verona           | BluVolley Verona  | 0 - 3 | Robur Angelo Costa | 23-25, 17-25, 19-25               |
| 15ª giornata - 20 gennaio 2013 PalaOlimpia, Verona           | BluVolley Verona  | 0 - 3 | Sir Safety Perugia | 25-27, 21-25, 11-25               |
| 16ª giornata - 27 gennaio 2013 PalaGrotte, Castellana Grotte | New Mater         | 3 - 0 | BluVolley Verona   | 25-19, 25-16, 28-26               |
| 17ª giornata - 2 febbraio 2013 PalaOlimpia, Verona           | BluVolley Verona  | 0 - 3 | Altotevere         | 23-25, 17-25, 32-34               |
| 18ª giornata - 10 febbraio 2013 PalaBreBanca, Cuneo          | Piemonte          | 3 - 0 | BluVolley Verona   | 28-26, 25-20, 25-17               |
| 19ª giornata - 17 febbraio 2013 PalaFontescodella, Macerata  | Lube              | 3 - 0 | BluVolley Verona   | 25-16, 25-14, 25-18               |
| 20ª giornata - 24 febbraio 2013 PalaOlimpia, Verona          | BluVolley Verona  | 2 - 3 | Callipo            | 19-25, 25-21, 25-21, 23-25, 13-15 |
| 21ª giornata - 3 marzo 2013 PalaTrento, Trento               | Trentino          | 3 - 0 | BluVolley Verona   | 25-15, 25-17, 25-20               |
| 22ª giornata - 10 marzo 2013 PalaOlimpia, Verona             | BluVolley Verona  | 1 - 3 | Piacenza           | 22-25, 25-23, 17-25, 18-25        |

## Statistiche

### Statistiche di squadra
| Competizione | Punti | In casa | In casa | In casa | In trasferta | In trasferta | In trasferta | Totale | Totale | Totale |
| Competizione | Punti | G       | V       | P       | G            | V            | P            | G      | V      | P      |
| ------------ | ----- | ------- | ------- | ------- | ------------ | ------------ | ------------ | ------ | ------ | ------ |
| Serie A1     | 9     | 11      | 1       | 10      | 11           | 1            | 10           | 22     | 2      | 20     |
| Totale       | -     | 11      | 1       | 10      | 11           | 1            | 10           | 22     | 2      | 20     |

G = partite giocate; V = partite vinte; P = partite perse

### Statistiche dei giocatori
| Giocatore    | Serie A1 | Serie A1 | Serie A1 | Serie A1 | Serie A1 | Totale | Totale | Totale | Totale | Totale |
| Giocatore    | P        | PT       | AV       | MV       | BV       | P      | PT     | AV     | MV     | BV     |
| ------------ | -------- | -------- | -------- | -------- | -------- | ------ | ------ | ------ | ------ | ------ |
| M. Bolla     | 17       | 13       | 4        | 2        | 7        | 17     | 13     | 4      | 2      | 7      |
| F. Centomo   | 1        | -        | -        | -        | -        | 1      | -      | -      | -      | -      |
| F. De Marchi | 18       | 141      | 114      | 17       | 10       | 18     | 141    | 114    | 17     | 10     |
| M. Fedrizzi  | 21       | 140      | 111      | 15       | 14       | 21     | 140    | 111    | 15     | 14     |
| M. Gavotto   | 21       | 266      | 244      | 16       | 6        | 21     | 266    | 244    | 16     | 6      |
| S. Gocev     | 21       | 157      | 106      | 45       | 6        | 21     | 157    | 106    | 45     | 6      |
| D. Kosmina   | 18       | 9        | 8        | 1        | 0        | 18     | 9      | 8      | 1      | 0      |
| M. Meoni     | 19       | 7        | 4        | 2        | 1        | 19     | 7      | 2      | 4      | 1      |
| H. Peacock   | 21       | 23       | 5        | 12       | 6        | 21     | 23     | 5      | 12     | 6      |
| N. Pesaresi  | 22       | -        | -        | -        | -        | 22     | -      | -      | -      | -      |
| M. Rak       | 13       | 93       | 49       | 32       | 13       | 13     | 93     | 49     | 32     | 13     |
| T. ter Horst | 22       | 228      | 194      | 27       | 7        | 22     | 228    | 194    | 27     | 7      |
| J. Viafara   | 15       | 61       | 31       | 26       | 4        | 15     | 61     | 31     | 26     | 4      |
| A. Zingel    | 5        | 2        | 0        | 2        | 0        | 5      | 2      | 0      | 2      | 0      |

P = presenze; PT = punti totali; AV = attacchi vincenti; MV = muri vincenti; BV = battute vincenti